# 日本の政治的価値観
日本の伝統的な政治的価値観（Japanese political values）は、一般に強いコミュニティ意識とグループ 連帯 、そして個人的なつながりと合意形成の重要性を特徴とするとされる。。

## クリシェとその批評
価値観に関して、日本の政治は一般に実用的であり、特定の忠誠心によって制限され、イデオロギーや原則ではなく人間関係に基づいている。 日本の典型的なリーダーは、カリスマ性や理想の具現化ではなく、ネットワーク構築者である。冷酷だが英雄的な織田信長よりも、徳川幕府の巧妙で機知に富んだ創始者、徳川家康が該当する。そのような政治的ダイナミクスは、たとえば、1990年代初頭に3年間のみ政権を失ったにもかかわらず、1955年以来最強の党であり続けている自民党の活動にみられるのが明らか。  
政治の実用的で個人的な見方は、 日本の軍事主義の過去 、1960年代の政治危機、天皇をめぐる論争 、 第9条 、あるいは日本の社会民主党など、1990年代初頭の彼らの反戦と革命的コミットメント によって多くの政治的構築や蓄積があったにもかかわらず、放棄することへの不本意を説明することはできない。 
このことはまた、戦時中の明らかに誠実に保持されたイデオロギー的信念を説明することもできない。 「大東亜共栄圏」は、「 汎アジア主義 」、「国際正義」、「恒久平和」などの普遍的な原則に基づいて正当化されたものであるが、結果は全く逆であった。 戦後の日本の主流政治の非イデオロギー的性質は、戦争での敗北から戦時中の信念に取って代わる全国的なイデオロギーのコンセンサスを見つけることができなかったこと、そして経済の拡大と生活の向上へのエリートと普通の日本人のコミットメントを反映していく。これらの目標が達成されると、世論調査の人々の90％が一貫して自分自身を「 中流階級 」に分類する、自己満足的で大部分が政治的な「ミドルマス社会」（経済学者村上康介の造語）が登場した。  

## コミュニティとリーダーシップ
日本の政治に特有の特徴がいくつかあるが、これは日本独特のものであるとは限らない。 むしろ、個人的なつながりや合意形成の重要性など、他の政治システムにも見られる資質は、日本の政治において非常に重要な役割を果たした。 これらの特徴には深い歴史的ルーツがあり、社会全体に浸透している価値観を反映している。  

## コンセンサスビルディング（合意形成）
コミュニティは要求の厳しい場合が多いが、社会的つながりは法的規範と共通の自己利益だけでなく、感情的な顧客クライアントの関係によっても維持されるため、脆弱である。紛争はコミュニティの維持生存に危険をもたらし、ひいては政策決定も維持するためにすべての当事者が関与し、和という、グループ内の調和の概念は精巧な協議と合意形成のために必要である。政治学者ルイス・オースティンによれば、「誰もが非公式に相談されなければならず、誰もが意見を聞かれなければならないが、異なる意見の聴聞会が反対論に発展するようにはならない。リーダーとその助手は...対抗者の対立を避けるために仲介人を使って事前に「意見を調和させる」。」 すべての間で予備的な合意に達した後、合意されたポリシーが提案され、採用される正式な会議が開催されるのである。  

## イデオロギーとしての文化
日本文化は、文化的および社会的規範を通じて、日本の政治的価値を具現化するために見られるイデオロギーの基盤として機能しているため、日本文化が政治的価値観に与える影響は、現代日本における日本的価値の説明にとって最も重要である。多くの日本人にとって、会社や組織に完全にコミットするために自らの個性を没させるという考えは自然である。多くの日本人が持っている忠誠心を通して、日本の政治的価値観に反映されていく。 
さらに、日本の文化の個性が日本の政治体格に染み付いているという感覚は、現代の日本の政治には自明である。 これは、社会的調和やその他の日本文化の規律などの「文化的理由」がそれを妨げているために、日本が必ずしも西洋モデルに従わなかった理由の説明に見ることができうるのである。 